# Tom McCormick
Tom McCormick (* 8. August 1890 in Dundalk, Irland; † 6. Juli 1916 in Frankreich) war ein irischer Boxer im Weltergewicht. 

## Profikarriere
McCormick entschied sein Debüt bei den Profis am 15. Januar 1912 mit einem klassischen K.-o.-Sieg in Runde 3 gegen Bill Mansell für sich.
Am 24. Januar 1914 trat er gegen den Dänen Waldemar Holberg um den linearen Weltmeistertitel an und gewann durch Disqualifikation in der 6. Runde in einem auf 20 Runden angesetzten Kampf.
Am 21. März desselben Jahres verlor McCormick diesen Titel an Matt Wells über 20 Runden durch einstimmige Punktrichterentscheidung.
McCormicks letzter Fight, welchen er am 22. November 1915 gegen Eddie Beattie durch klassischen K. o. verlor, fand im Vereinigten Königreich statt.